# Farid Zarif

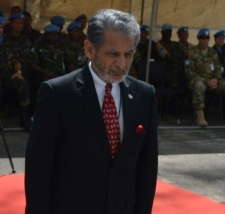
Farid Zarif

Farid Zarif (persisch فرید ظریف; * 1951 in Kabul, Afghanistan) ist ein afghanischer Diplomat und UN-Beamter. Er war von 2011 bis 2015 Sonderbeauftragter des UN-Generalsekretärs und Leiter der Interimsverwaltungsmission der
Vereinten Nationen im Kosovo (UNMIK) sowie von 2015 bis 2018 Sonderbeauftragter für Liberia und Leiter der Mission der Vereinten Nationen in Liberia (UNMIL).

## Ausbildung und frühe Laufbahn
Zarif absolvierte 1973 sein Studium der Rechtswissenschaften und Politikwissenschaften an der Juristischen und Politikwissenschaftlichen Fakultät der Universität Kabul. Nach seinem Abschluss mit Auszeichnung am Afghanischen Institut für Diplomatie studierte er internationale Beziehungen und Diplomatie an der Universität Oxford im Vereinigten Königreich.
1974 trat er in das afghanische Außenministerium ein und durchlief verschiedene Positionen in der Diplomatie. Von 1981 bis 1987 war er Ständiger Vertreter Afghanistans bei den Vereinten Nationen in New York, von 1987 bis 1989 stellvertretender Außenminister und von 1989 bis 1991 außenpolitischer Berater des Präsidenten von Afghanistan.

## Laufbahn bei den Vereinten Nationen
1993 trat Zarif in den Dienst der Vereinten Nationen ein. Er arbeitete sowohl am UN-Hauptquartier in New York als auch in verschiedenen politischen, humanitären und friedenserhaltenden Missionen in Eritrea, Irak, Liberia, Südafrika und Sudan in verschiedenen Funktionen, darunter als Abteilungsleiter, Direktor einer Division, stellvertretender humanitärer Koordinator und Stabschef.
Von 1994 bis 1996 war er Wahlleiter bei der UNMIL und diente 1993 und 1995 als Referendum- und Wahlkoordinator bei den UN-Missionen in Eritrea und Südafrika. Von Januar 1997 bis 2000 war er stellvertretender humanitärer Koordinator der Vereinten Nationen im Irak und anschließend Stabschef der UN-Hilfsmission im Irak (UNAMI) seit Januar 2004.
2010 bis 2011 diente er als Direktor der Abteilung Europa und Lateinamerika im Büro für Operationen der Hauptabteilung Friedenssicherungseinsätze (DPKO) am UN-Hauptquartier.

### Sonderbeauftragter für Kosovo
Am 11. Oktober 2011 ernannte UN-Generalsekretär Ban Ki-moon Zarif zu seinem Sonderbeauftragten und Leiter der UNMIK. Er trat die Nachfolge von Lamberto Zannier aus Italien an, der UNMIK bis Juni 2011 geleitet hatte. Zarif übernahm am 3. August 2011 die Leitung von UNMIK und diente bis 31. August 2015 in dieser Position.

### Sonderbeauftragter für Liberia
Im August 2015 wurde Zarif zum Untergeneralsekretär der Vereinten Nationen befördert und zum Sonderbeauftragten für Liberia und Koordinator der UN-Operationen in Liberia (UNMIL) ernannt. Er trat die Nachfolge von Karin Landgren aus Schweden an, die ihre Aufgabe im Juli 2015 beendet hatte. Der Generalsekretär würdigte Landgrens Dienst, insbesondere während des Ebola-Ausbruchs.

## Privatleben
Zarif ist verheiratet und hat zwei Söhne.